# Waizendorf (Stegaurach)
Waizendorf (bambergisch: Waizndäff) ist ein Gemeindeteil der Gemeinde Stegaurach im oberfränkischen Landkreis Bamberg in Bayern.

## Lage
Das Dorf liegt an der Staatsstraße 2254 und an der Aurach. Westlich verläuft die Bundesstraße 22, östlich erstreckt sich das Naturwaldreservat Wolfsruhe und fließt die Regnitz. Östlich des Ortes liegen die beiden Waldschutzgebiete Wolfsruhe und Wasserwand.

## Baudenkmäler
In der Liste der Baudenkmäler in Stegaurach sind für Waizendorf fünf Baudenkmäler aufgeführt:
- drei Bauernhäuser (Frensdorfer Straße 2 und 5; Kapellenstraße 1)
- ein Bauernhof (Frensdorfer Straße 4)
- ein Heiligenhäuschen (Rohrwiesen)

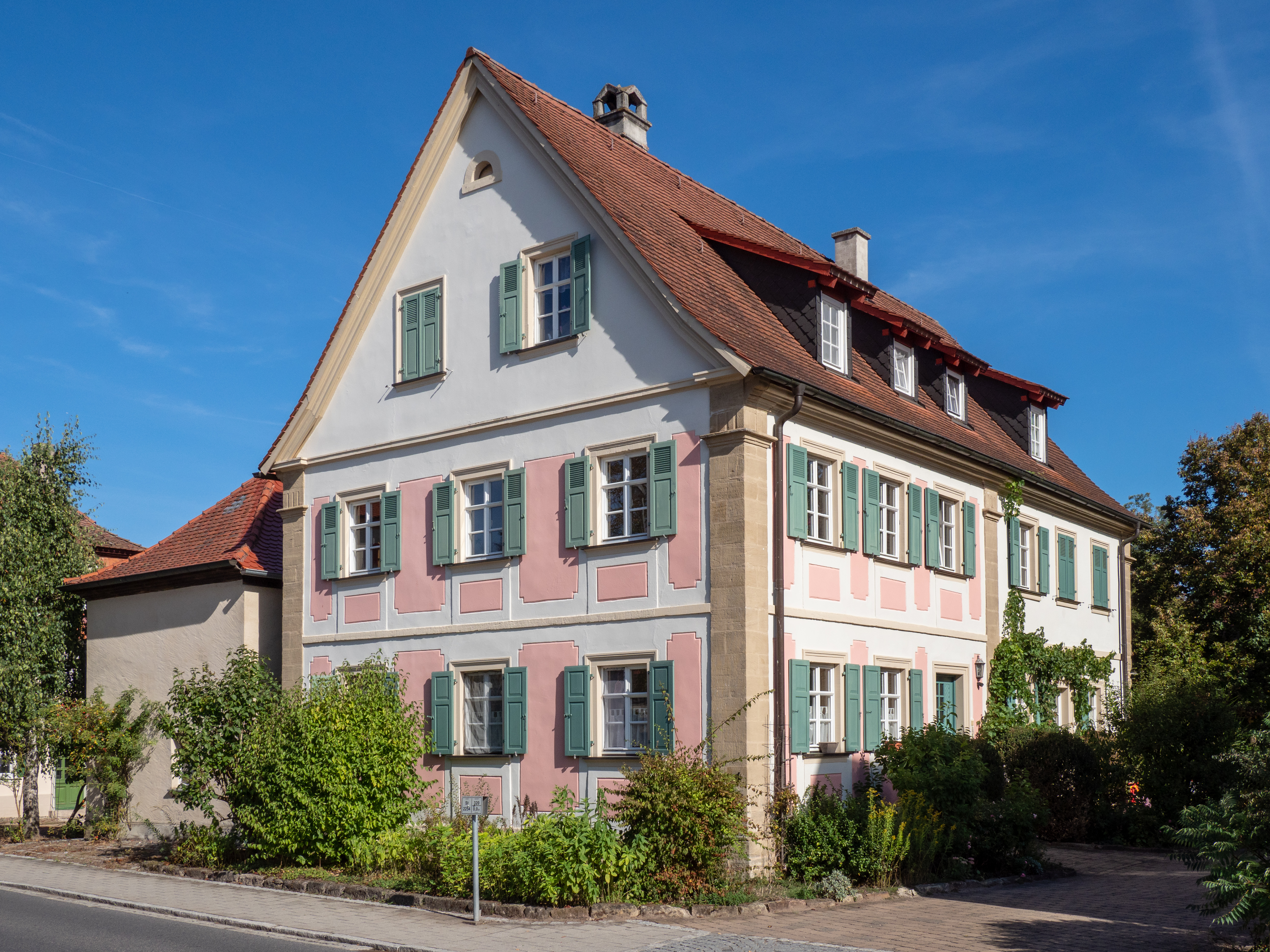
Bauernhof, Frensdorfer Straße 4 (September 2018)
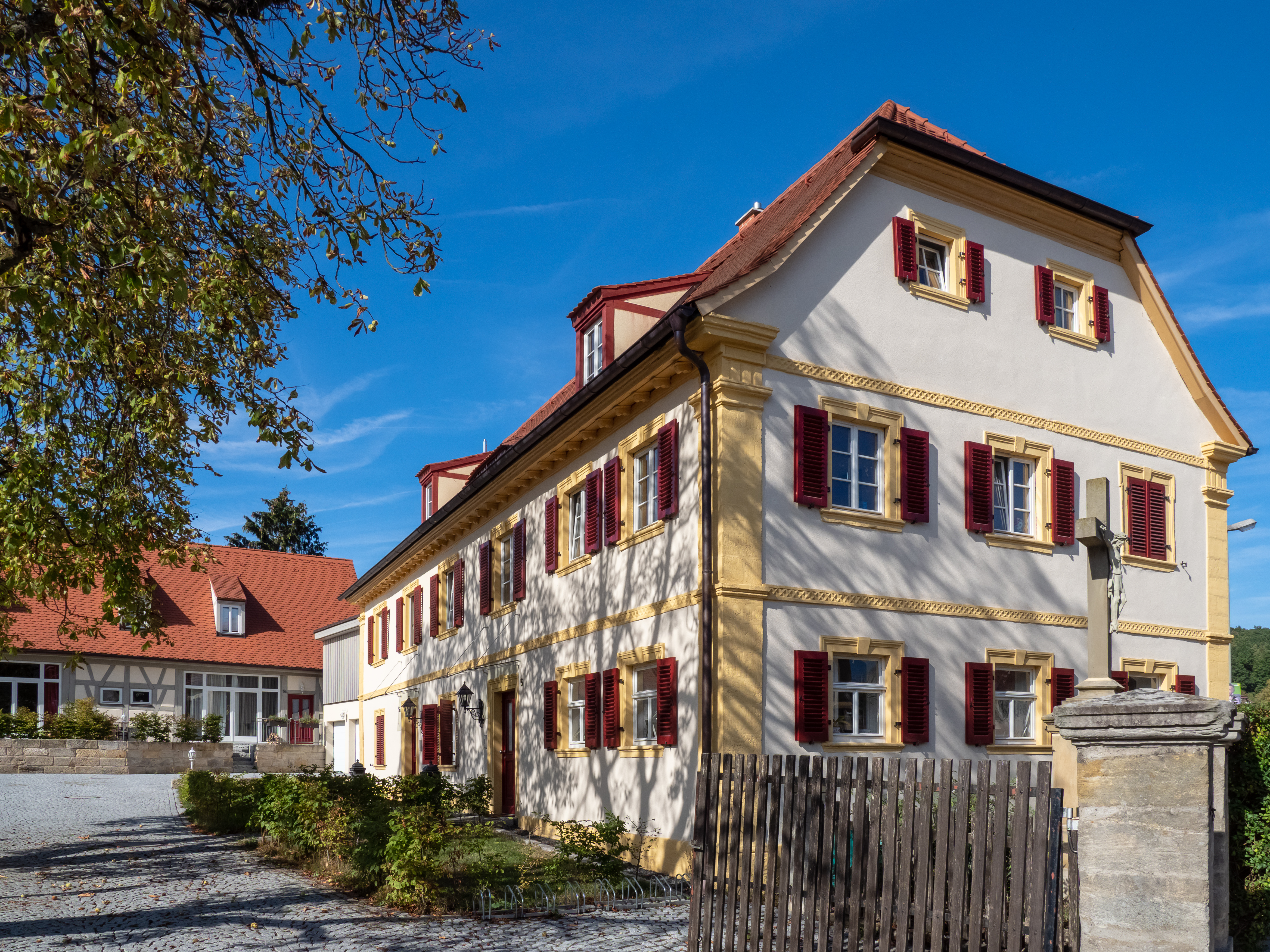
Bauernhaus, Frensdorfer Straße 5 und 5 a (September 2018)